# Richard James Umbers

Bischofswappen von Richard Umbers

Richard James Umbers (* 17. März 1971 in Ōtāhuhu, Auckland, Neuseeland) ist ein neuseeländischer Geistlicher und römisch-katholischer Weihbischof in Sydney.

## Leben
Richard James Umbers war das jüngste von fünf Kindern. Er trat 1990 dem Opus Dei bei. Er schloss sein Studium an der University of Sydney mit einem Bachelor of Economics und an der University of Waikato mit einem Master of Management ab. 1996 trat er in das Priesterseminar des Opus Dei in Rom ein und studierte an der Päpstlichen Universität Santa Croce Theologie. Von 1999 bis 2002 erwarb er einen Doktortitel der Philosophie an der Universität Navarra. Am 14. Februar 2002 wurde er zum Diakon und später am 1. September 2002 im Marienheiligtum Torreciudad durch Javier Echevarría zum Priester geweiht.
Am 16. April 2016 ernannte ihn Papst Franziskus zum Titularbischof von Thala und zum Weihbischof in Sydney. Der Erzbischof von Sydney, Anthony Fisher OP, spendete ihm und dem gleichzeitig ernannten Anthony Randazzo am 24. August desselben Jahres die Bischofsweihe. Mitkonsekratoren waren der Erzbischof von Brisbane, Mark Coleridge, und der Bischof von Macau, Stephen Lee Bun Sang. Sein Wahlspruch lautet Fides et Ratio (deutsch: Glaube und Vernunft).
Acht Jahre nach seinem Amtsantritt in Sydney erhielt er am 15. April 2024 die australische Staatsbürgerschaft.